# Ole Høiland
Ole Pedersen Høiland, född 1797 i Bjelland (nu i Audnedals kommun) i Vest-Agder, död 20 december 1848 på Akershus fästning i Christiania, var en legendarisk norsk tjuv, känd för en rad inbrott.
Høiland rymde från fängelset elva gånger, och utförde ständigt nya, dristiga stölder. Mest uppmärksamhet väckte hans inbrott i Norges Bank i Christiania i januari 1835, då han stal 64 000 speciedaler (256 000 norska kronor) i kasserade sedlar. Han tog sitt liv genom att hänga sig i sin cell på Akershus fästning.
Høiland var mycket omtalad i sin samtid, och har senare omdiktats, bland annat av Jacob B. Bull (1910). Per Jansen spelade honom i filmen Balladen om mestertyven Ole Høiland (1970), i regi av Knut Andersen.